# ピーセン

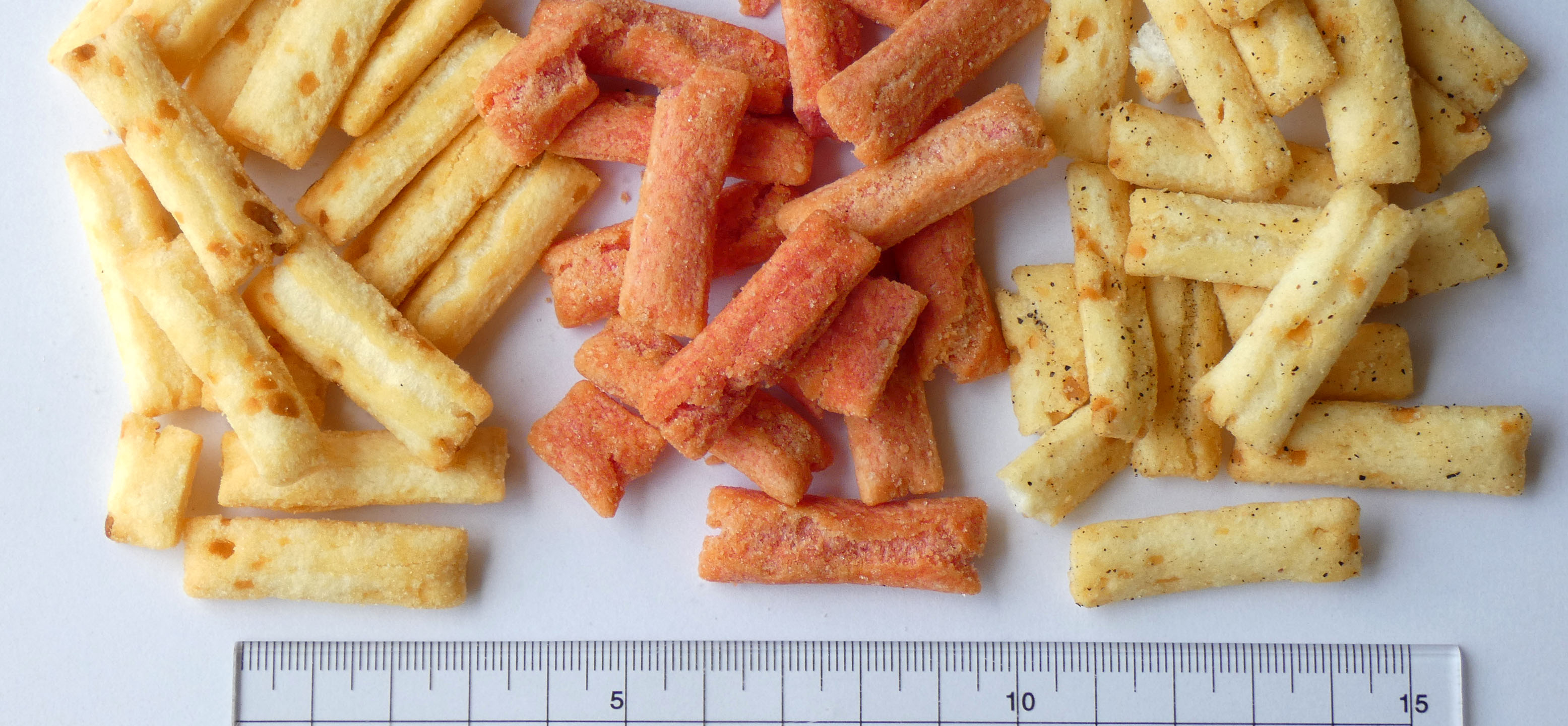
左から、無印（ピーナッツ）、海老うまくち、黒胡椒味

ピーセン（ぴーせん）は、かつて銀座江戸一が販売した、もち米とピーナッツを使用した揚げスナック米菓子で、榮太樓總本鋪がレシピを継承して1999年から製造している。

## 歴史
- 1961年 銀座江戸一の「ピーセン」が第15回全国菓子博覧会で総裁賞を受賞[5]する。
- 1997年 銀座江戸一が廃業[5]する。
- 1999年 榮太樓總本鋪がレシピと販売権を継承[5]する。
- 2014年 東京の老舗5社が「ピーセン」詰め合わせを共同開発[1][6]する。

- 2015年 東京土産「東京ピーセン」の復刻リニューアル版を発売し、榮太樓總本鋪「ピーセン」の味とパッケージを刷新[7][8]する。

## 味の種類
2021年現在、榮太樓總本鋪が販売する商品の風味（フレーバー）は次の通りである。
- さくさくプレーン
- カリッと海老
- しっとりチーズ
- 欧風カレー
- はちみつバター

2018年頃にはピーナッツ、海老うまくち、黒胡椒、チーズの風味があった。
2014年から発売された詰め合わせパッケージ商品「東京暖簾（のれん）めぐり」は、通常のピーセンの他に「にんべん」の「かつお節ピーセン」、「山本山」の「あおさのりピーセン」、「やげん堀 七味唐辛子本舗」の「七味唐辛子ピーセン」、「更科堀井」の人気メニューをイメージした「ゆずきりピーセン」の5種類の味を詰め合わせた。
2015年に発売した「東京ピーセン」の復刻リニューアル版は、「さくさくプレーン」、「しっとりチーズ」、「カリっと海老」の風味である。